# スナフキンズ
スナフキンズは、吉本興業（大阪本社）所属のお笑いコンビ。2017年結成。NSC大阪校34期生。主によしもと漫才劇場に出演。

## メンバー
朝地 亮介（あさじ りょうすけ、1992年5月9日 - ）（33歳）
ツッコミ（ネタ次第でボケ）・ネタ作り担当、立ち位置は向かって右。
- 大阪府八尾市出身。
- 身長166 cm、体重45 kg。血液型B型。
- 趣味は映画鑑賞（2017年だと332本）、ロックフェス参戦（地方のフェスから大型フェスまで少なくても年間5回）、落語を聞く、シルク・ドゥ・ソレイユ鑑賞、野球観戦。
- 特技は適当に50音を言ってもらえたらその50音から始まる興味が湧く映画のタイトル（架空）で返せる、プロ野球の助っ人外国人の名前が言える、顔写真を見ただけでどの映画のジャッキー・チェンか当てられる。
- 現在の相方・松永と組む以前は、土屋翔（現在は引退）と共にコンビ「ジョヴァンニ」として2年ほど活動。
- 2025年8月18日、『オンスト』の番組内と自身のSNSを通じて結婚したことを発表。

松永 ボディ（まつなが ぼでぃ、1993年2月17日 - ）（32歳）
ボケ（ネタ次第でツッコミ）担当、立ち位置は向かって左。
- 旧芸名、松永 圭輔（まつなが けいすけ）。2022年に現芸名に改名。
- 岡山県岡山市出身。
- 近畿大学卒業。
- 身長170 cm、体重90 kg。血液型B型。
- 趣味はフットサル（サッカー小・中キャプテン、小・中岡山トレセン）、釣り、YouTube、ラジオを聴く。
- 特技は腹踊り。
- R-1ぐらんぷり2020準々決勝進出。
- 2022年5月2日、自身のXにて結婚したことを報告。

## 芸風
別のコンビで活動していた両者が、解散を機に2017年にコンビを結成。コントと漫才の両方を演じているが、どちらかと言えばコントをメインとしている。
キングオブコントでは2019 - 2024年、M-1グランプリでは2020・2021年・2024年に準々決勝進出を果たした。
2023年には、NHK上方漫才コンテストに出場し、最終決戦に進出した爛々を破り、優勝した。

## 賞レース戦歴

### M-1グランプリ
| 年度             | 結果         | エントリー No. | 会場                       | 日程     | 備考         |
| ---------------- | ------------ | -------------- | -------------------------- | -------- | ------------ |
| 2017年（第13回） | 2回戦進出    | 1334           | 【大阪】大丸心斎橋劇場     | 10月11日 |              |
| 2018年（第14回） | 2回戦進出    | 2088           | 【大阪】YES THEATER        | 10月11日 |              |
| 2019年（第15回） | 2回戦進出    | 1927           | 【大阪】朝日生命ホール     | 10月7日  |              |
| 2020年（第16回） | 準々決勝進出 | 2263           | 【大阪】なんばグランド花月 | 11月16日 |              |
| 2021年（第17回） | 準々決勝進出 | 2776           | 【大阪】なんばグランド花月 | 11月10日 |              |
| 2022年（第18回） | 3回戦進出    | 1818           | 【京都】よしもと祇園花月   | 10月26日 |              |
| 2023年（第19回） | 3回戦進出    | 5898           | 【京都】よしもと祇園花月   | 10月29日 | 1回戦3位通過 |
| 2024年（第20回） | 準々決勝進出 | 5700           | 【大阪】なんばグランド花月 | 11月20日 |              |

### キングオブコント
| 年度             | 結果         | 会場                     | 日程    | 備考 |
| ---------------- | ------------ | ------------------------ | ------- | ---- |
| 2017年（第10回） | 2回戦進出    | 【大阪】大丸心斎橋劇場   | 8月10日 |      |
| 2018年（第11回） | 2回戦進出    | 【大阪】大丸心斎橋劇場   | 8月10日 |      |
| 2019年（第12回） | 準々決勝進出 | 【大阪】YES THEATER      | 8月16日 |      |
| 2020年（第13回） | 準々決勝進出 | 【大阪】YES THEATER      | 8月18日 |      |
| 2021年（第14回） | 準々決勝進出 | 【大阪】YES THEATER      | 8月17日 |      |
| 2022年（第15回） | 準々決勝進出 | 【大阪】よしもと漫才劇場 | 8月18日 |      |
| 2023年（第16回） | 準々決勝進出 | 【大阪】よしもと漫才劇場 | 8月17日 |      |
| 2024年（第17回） | 準々決勝進出 | 【大阪】ドーンセンター   | 8月11日 |      |

### その他
- 2019年 新人お笑い尼崎大賞 大賞[23]
- 2021年 ソクウケナイト 優勝
- 2023年 NHK上方漫才コンテスト 優勝
- 2023年 ソウドリ（解体新笑）MVP

## 出演

### ラジオ
- オンスト（YES-fm、2024年4月1日 - ） - 月曜日パーソナリティ